# Мальков, Михаил Григорьевич
Михаил Григорьевич Мальков (1916—1993) — советский хозяйственный, государственный и политический деятель.

## Биография
Родился в 1916 году в деревне Кончеево. Член КПСС.
С 1933 года — на хозяйственной, общественной и политической работе. В 1933—1983 гг. — продавец в книжном магазине, комсомольский и советский работник в городе Москва, секретарь ЦК ВЛКСМ на заводе «МОГИЗ», первый секретарь Советского райкома ВЛКСМ города Москвы, заместитель заведующего отделом административных органов Московского горкома КПСС, секретарь парткома МВД СССР, прокурор города Москвы в 1961—1983 годах.
Делегат XX, XXI, XXII, XXIII, XXIV, XXV и XXVI съездов КПСС.
Первый обладатель звания «Почётный работник прокуратуры СССР».
Умер в Москве в 1993 году. Похоронен на Ваганьковском кладбище.